# Anastasia Bodnaruk
Anastasia Mikhailovna Bodnaruk (en ruso: Анастасия Михайловна Боднарук); nacida el 30 de marzo de 1992)  es una ajedrecista rusa que ostenta los títulos FIDE de Maestro Internacional (IM) y Gran Maestra Femenina (WGM). Es la actual Campeona Mundial de Ajedrez Rápido femenino después de ganar el Campeonato Mundial de Ajedrez Rápido 2023 .

## Carrera
Bodnaruk ganó dentro de la sección femenina sub-12 del Campeonato de Europa Juvenil de Ajedrez en 2003.  En el año 2004, terminó subcampeona en la división femenina sub-12 de los Campeonatos Europeos  y en los Mundiales Juveniles de Ajedrez .  Obtuvo la medalla de bronce en el Campeonato Mundial Femenino Sub-14 de 2005. 
En el año 2008 ganó el Campeonato Ruso Juvenil (Sub-20) femenino  y ayudó al equipo ruso a ganar la medalla de plata en la Olimpiada Mundial Juvenil de Ajedrez U16. 
En agosto de 2010, Bodnaruk formó parte del equipo femenino ruso en el 7.º paritdo en el que se enfrentaban China y Rusia.  Al mes siguiente jugó en el Equipo B de Rusia en la Olimpiada de Ajedrez Femenina en Khanty-Mansiysk y ganó la medalla de plata individual jugando en el cuarto tablero. 
En 2012, repitió como ganadora en el Campeonato Ruso Juvenil Femenino  y empató en el primer lugar, terminando finalmente tercera en desempate, en el Campeonato Mundial Juvenil Femenino de Ajedrez .  Bodnaruk compitió en el Campeonato Mundial Femenino de Ajedrez 2012, pero fue eliminada en la primera ronda por la georgiana Lela Javakhishvili .
Tras ganar la Liga Superior del Campeonato Ruso femenino  en 2013, se clasificó para la Superfinal del Campeonato Ruso Femenino, celebrada ese mismo año y en donde terminó octava.  En diciembre de 2013, ganó la Copa de Rusia femenina tras superar a la WIM Margarita Schepetkova en la final. 
En 2015, Bodnaruk ganó el campeonato femenino de partidas rápidas de San Petersburgo  y el campeonato ruso de blitz femenino.  Más tarde en ese mismo año, terminó segunda en la Superfinal del Campeonato Ruso Femenino  y jugó en el equipo ruso, que se alzó con la medalla de oro en el Campeonato Europeo Femenino de Ajedrez por Equipos 2015 en Reykjavík.
Bodnaruk ganó en la sección femenina del Abierto de Moscú 2016, superando a Soumya Swaminathan y Alexandra Obolentseva en el desempate. 